# Centre d’entraînement à la forêt équatoriale
Das Centre d’entraînement à la forêt équatoriale (CEFE), deutsch Dschungelkampfschule, ist eine Ausbildungseinrichtung des französischen Heers. Es wurde 1987 in Französisch-Guyana aufgestellt zur Ausbildung von Soldaten der Französischen Streitkräfte u. a. im Dschungelkampf. Die Schule ist Teil des 3e Régiment étranger d'infanterie (3° R.E.I.) der französischen Fremdenlegion.

## Auftrag und Geschichte
Die Dschungelkampfschule wurde 1987 auf dem Gelände der ehemaligen Compagnie Travaux aufgestellt, die ab 1973 den Auftrag hatte, die Route nationale 2 zwischen Cayenne und Régina zu sichern. Sie ist auch Übungszentrum für das 3e Régiment étranger dʼinfanterie (3° R.E.I.) der französischen Fremdenlegion.
Hauptaufgabe ist die Ausbildung von Soldaten aus allen Teilstreitkräften für den Einsatz im Dschungel in tropischem Klima sowie Überlebenstraining. Der Äquatorialwald-Initiationskurs (SIVFE), der Überlebenskurs oder der Äquatorialwald-Spezialkurs (SFE) dienen diesem Ziel. Allerdings werden auch Lehrgänge für Spezialeinheiten verbündeter Streitkräfte abgehalten, so z. B. KSK, US Marines, Navy Seals und das Korps Commandotroepen. Als Ausbilder fungieren lediglich Offiziere und Unteroffiziere, die regelmäßig die Dschungelkampfschule der brasilianischen Armee in Manaos (SELVA) besuchen. Des Weiteren steht die Ausbildungseinrichtung in engem Kontakt mit anderen Streitkräften Südamerikas und entwickelt die Ausbildung so ständig weiter. Das Personal der CEFE trägt Uniform im Tigerstripe-Muster, was sie vom Rest des Regiments unterscheidet.
Alle Anwärter der Offiziersschule des französischen Heeres Saint-Cyr müssen die Ausbildung der Dschungelkampfschule bestehen.